# (S)-stilopina sintasi
La (S)-stilopina sintasi è un enzima appartenente alla classe delle ossidoreduttasi, che catalizza la seguente reazione:
(S)-cheilantifolina + NADPH + H+ + O2 ⇄ (S)-stilopina + NADP+ + 2 H2O
Si tratta di una proteina eme-tiolata (P-450) che catalizza una reazione ossidativa che non incorpora ossigeno nel prodotto. Genera il secondo ponte metilenediossi della stilopina (alcaloide della protoberberina) mediante la chiusura dell'anello dei gruppi fenolici e metossi adiacenti della cheilantifolina.